# Limassolla sharmai
Limassolla sharmai är en insektsart som beskrevs av Irena Dworakowska 1994. Limassolla sharmai ingår i släktet Limassolla och familjen dvärgstritar. Inga underarter finns listade i Catalogue of Life.